# 瓦戈納縣
瓦戈納县（英語：Wagoner County）是美国奧克拉荷馬州東部的一個郡，面積1,531平方公里。根據2020年美國人口普查，共有人口80,981人。縣治瓦戈納。該縣成立於1907年7月16日，縣名密蘇里-堪薩斯-德克薩斯鐵路調度員亨利·塞繆爾·瓦戈納（大腳）。另一說是來自縣治。